# Jacob van der Zype
Jacob van der Zype (ca. 1465 - Brugge, 26 september 1503) was burgemeester van Brugge.

## Levensloop
Ridder Jacob van der Zype, ook Joost van der Zyppe, was de oudste zoon van Gewijde van der Zijpe († 1483), heer van Denterghem, en van Jossine van Halewyn. Hij trouwde rond 1490 met Barbara van Gavere-Schorisse. Hij voerde de titel van heer van Denterghem, een heerlijkheid die zijn vader in 1454 had aangekocht. Hij had een dochter, Marguerite van der Zype, die trouwde met Josse d'Ochain en in tweede huwelijk trad met Jan van Pamele.
Zonder voordien schepen of raadslid te zijn geweest, werd Jacob in 1497 en 1498 burgemeester van de schepenen in Brugge. In 1502 werd hij burgemeester van de raadsleden en overleed tijdens de uitoefening van dit ambt. Hij werd opgevolgd door Jan de Boot.
Leden van de familie van der Zype oefenden oorspronkelijk ambten uit in het Iepers kwartier en in Rijsel. Pierre van der Zype († 1404) werd door hertog Filips de Stoute tot voorzitter benoemd van de Raad van Vlaanderen. Nadien bekleedden leden van de familie van der Zype ambten in Gent en het Land van Waas, maar ook in het Brabantse. Het plotse verschijnen van een Van der Zype aan het hoofd van het Brugse stadsbestuur had veel zo niet alles weg van parachutering op bevel van Filips de Schone of van zijn hofhouding.